# قشلاق باباخان
قشلاق باباخان یک منطقهٔ مسکونی در ایران است که در بخش اسلام‌آباد واقع شده‌است. قشلاق باباخان ۲۵ نفر جمعیت دارد.